# Istobki (przystanek kolejowy)
Istobki (biał. Істобкі, ros. Истопки, ros. nazwa normatywna Истобки) – przystanek kolejowy w pobliżu miejscowości Istobki, w rejonie żłobińskim, w obwodzie homelskim, na Białorusi. Położony jest na linii Żłobin - Mozyrz - Korosteń.